# Список объектов всемирного наследия ЮНЕСКО в Литве
В списке Всеми́рного насле́дия ЮНЕ́СКО в Лито́вской Респу́блике значится 4 наименования (на 2014 год), это составляет 0,3 % от общего числа (1248 на 2025 год). Все объекты включены в список по культурным критериям. Кроме этого, по состоянию на 2014 год, 1 объект на территории Литвы находится в числе кандидатов на включение в список всемирного наследия. Литовская Республика ратифицировала Конвенцию об охране всемирного культурного и природного наследия 31 марта 1992 года. Первые два объекта, находящиеся на территории Литвы были занесены в список в 1994 году на 18-й сессии Комитета всемирного наследия ЮНЕСКО.

## Список
В данной таблице объекты расположены в порядке их добавления в список всемирного наследия ЮНЕСКО.
| # | Изображение | Название                                                                                                  | Местоположение | Время создания       | Год внесения в список | №      | Критерии    |
| - | ----------- | --- | --- | -------------------- | --------------------- | ------ | ----------- |
| 1 |             | Исторический центр Вильнюса (лит. Vilniaus senamiestis)                                                   | Город: Вильнюс Уезд: Вильнюсский | XIII век — XVIII век | 1994 год              | № 541  | ii, iv      |
| 2 |             | Куршская коса (лит. Kuršių nerija)                                                                        | Ближайшее поселение: Нида Уезд: Клайпедский (Совместно с Россией )                                                                                 | —                    | 2000 год              | № 994  | v           |
| 3 |             | Археологические памятники культурного резервата Кярнаве (лит. Valstybinis Kernavės kultūrinis rezervatas) | Уезд: Вильнюсский | XIII век             | 2004 год              | № 1137 | iii, iv     |
| 4 |             | Геодезическая дуга Струве (лит. Struvės geodezinis lankas) (3 пункта)                                     | Уезд: Вильнюсский, Паневежский (Совместно с Норвегией , Швецией , Финляндией , Россией , Эстонией , Латвией , Белоруссией , Молдавией , Украиной ) | XIX век              | 2005 год              | 1187   | ii, iii, vi |

## Предварительный список
В таблице объекты расположены в порядке их добавления в предварительный список. В данном списке указаны объекты, предложенные правительством Литвы в качестве кандидатов на занесение в список всемирного наследия.
| # | Изображение | Название                                                                         | Местоположение                  | Время создания | Год внесения в список | №    | Критерии   |
| - | ----------- | -------------------------------------------------------------------------------- | ------------------------------- | -------------- | --------------------- | ---- | ---------- |
| 1 |             | Национальный исторический парк Тракай (лит. Trakų istorinis nacionalinis parkas) | Город: Тракай Уезд: Вильнюсский | С XIV века     | 2003                  | 1821 | не указаны |
| 2 |             | Каунас 1919—1939: столица, вдохновлённая идеями модернизма (лит. Kaunas)         | Город: Каунас Уезд: Каунасский  | XX век         | 2017                  | 6166 | ii, iv     |

## Исключённые объекты
Часть объектов была ранее исключена ЮНЕСКО из Предварительного списка по той или иной причине.
| # | Изображение | Название                         | Местоположение   | Время создания | Год внесения в список | № | Причина                             |
| - | ----------- | -------------------------------- | ---------------- | -------------- | --------------------- | - | ----------------------------------- |
| 1 |             | Этнографическая деревня Зярвинос | Уезд: Алитусский | 1742           | 1993                  | — | Не включен в Предварительный список |

Источники: , , 